# 86 pr. n. št.
86 pr. n. št. je bilo leto predjulijanskega rimskega koledarja.
Oznaka 86 pr. Kr. oz. 86 AC (Ante Christum, »pred Kristusom«), zdaj posodobljeno v 86 pr. n. št., se uporablja od srednjega veka, ko se je uveljavilo številčenje po sistemu Anno Domini.

## Dogodki
- rimski vojskovodja Sula zmaguje v Grčiji.

## Smrti
- Lucij Tarucij Firman, rimski filozof, matematik in astrolog (* ni znano)
- Marij, rimski vojskovodja (* ni znano)
- Sima Qian, kitajski zgodovinar (* 145 pr. n. št.)